# Albo d'oro del campionato italiano di baseball
Elenco dei vincitori del Campionato italiano di baseball di Serie A1, denominato ufficialmente Italian Baseball League dalla stagione 2007 e tornato con la denominazione Serie A1 dal 2018.

## Albo d'oro
| Stagione                     | Vincitore                 | Finalista                     | Semifinaliste                              |
| Lega Italiana Baseball 1948  | Libertas Bologna          | Milano                        | Leo Milano                                 |
| Lega Italiana Baseball 1949  | Lazio Roma                | Ferrovieri Roma               | Roma                                       |
| Serie A 1949                 | Fiorentina                | Ambrosiana Milano             | Milano                                     |
| Serie A 1950                 | Libertas Roma             | U.S.C.M. Nettuno              | Bologna                                    |
| Serie A 1951                 | Nettuno                   | Libertas Roma                 | Lazio Roma                                 |
| Serie A 1952                 | Nettuno                   | Libertas Roma                 | Bologna                                    |
| Serie A 1953                 | Nettuno                   | Lazio Roma                    | Yankees Trieste                            |
| Serie A 1954                 | Nettuno                   | A.S. Roma                     | Lazio Roma                                 |
| Serie A 1955                 | Lazio Roma                | Nettuno                       | Libertas Inter Milano                      |
| Serie A 1956                 | Chlorodont Nettuno        | A.S. Roma                     | Lazio Roma                                 |
| Serie A 1957                 | Chlorodont Nettuno        | Lazio Roma                    | Roma                                       |
| Torneo d'oro 1958            | Algida Nettuno            | Roma                          | Lazio Roma                                 |
| Serie A 1958                 | C.U.S. Milano             | Libertas Inter Milano         | Braves Firenze                             |
| Serie A 1959                 | Coca Cola Roma            | Algida Nettuno                | C.U.S. Milano                              |
| Serie A 1960                 | Seven Up Milano           | Roma                          | Formiclor Nettuno                          |
| Serie A 1961                 | Europhon Milano           | Pirelli Milano                | A.C.L.I. Tigers Bologna                    |
| Serie A 1962                 | Europhon Milano           | Simmenthal Nettuno            | A.C.L.I. Tigers Bologna                    |
| Serie A 1963                 | Simmenthal Nettuno        | G.B.C. Libertas Milano        | Pirelli Milano                             |
| Serie A 1964                 | Simmenthal Nettuno        | Fortitudo Bologna             | Pirelli Milano                             |
| Serie A 1965                 | Simmenthal Nettuno        | Europhon Milano               | Pirelli Milano                             |
| Serie A 1966                 | Europhon Milano           | Tanara Parma                  | Simmenthal Nettuno                         |
| Serie A 1967                 | Europhon Milano           | Nettuno                       | Tanara Parma                               |
| Serie A 1968                 | Europhon Milano           | Nettuno                       | Tanara Parma                               |
| Serie A 1969                 | Montenegro Bologna        | Noalex Milano                 | Nettuno                                    |
| Serie A 1970                 | Europhon Milano           | Montenegro Bologna            | Glen Grant Nettuno                         |
| Serie A 1971                 | Glen Grant Nettuno        | Bernazzoli Parma              | Montenegro Bologna                         |
| Serie A 1972                 | Montenegro Bologna        | Bernazzoli Parma              | Norditalia Bollate                         |
| Serie A 1973                 | Glen Grant Nettuno        | Montenegro Bologna            | Bernazzoli Parma                           |
| Serie A 1974                 | Montenegro Bologna        | Colombo Assicurazioni Nettuno | Europhon Milano                            |
| Serie A 1975                 | CerCosti Rimini           | Bernazzoli Parma              | Grappa Canonier Bologna                    |
| Serie A 1976                 | Germal Parma              | Colombo Assicurazioni Nettuno | Grappa Canonier Bologna                    |
| Serie A 1977                 | Germal Parma              | Derbigum Rimini               | Colombo Assicurazioni Nettuno              |
| Serie A 1978                 | Biemme Giocattoli Bologna | Germal Parma                  | Derbigum Rimini                            |
| Serie A 1979                 | Derbigum Rimini           | Germal Parma                  | Colombo Assicurazioni Nettuno              |
| Serie A 1980                 | Derbigum Rimini           | Glen Grant Nettuno            | Biemme Giocattoli Bologna                  |
| Serie A 1981                 | Parmalat Parma            | Papà Barzetti Rimini          | Glen Grant Nettuno                         |
| Serie A 1982                 | Parmalat Parma            | Sicma Nettuno                 | Papà Barzetti Rimini                       |
| Serie A 1983                 | Papà Barzetti Rimini      | Nordmende Bologna             | Polenghi Lombardo Nettuno                  |
| Serie A 1984                 | Be.Ca. Carni Bologna      | World Vision Parma            | Riccadonna Rimini                          |
| Serie A 1985                 | World Vision Parma        | Be.Ca. Carni Bologna          | Dal Colle Rimini                           |
| Serie A 1986                 | Grohe Grosseto            | Trevi Rimini                  | Norditalia Nettuno Biemme Bologna          |
| Serie A 1987                 | Trevi Rimini              | Grohe Grosseto                | Norditalia Nettuno Biemme Bologna          |
| Serie A 1988                 | Ronson Lenoir Rimini      | SCAC Nettuno                  | World Vision Parma Maseta Bologna          |
| Serie A 1989                 | Mamoli Grosseto           | Ronson Lenoir Rimini          | World Vision Parma SCAC Nettuno            |
| Serie A 1990                 | SCAC Nettuno              | Ronson Lenoir Rimini          | -                                          |
| Serie A1 1991                | Angels Parma              | Flower Gloves Verona          | Mediolanum Milano Telemarket Rimini        |
| Serie A1 1992                | Telemarket Rimini         | Eurobuilding Bologna          | Cariparma Angels Parma Mediolanum Milano   |
| Serie A1 1993                | C.F.C. Nettuno            | Telemarket Rimini             | Gaudianello Bologna Cariparma Angels Parma |
| Serie A1 1994                | Cariparma Angels Parma    | C.F.C. Nettuno                | Gaudianello Bologna Telemarket Rimini      |
| Serie A1 1995                | Cariparma Angels Parma    | Caffè Danesi Nettuno          | Acqua Fontemura Grosseto Juventus Torino   |
| Serie A1 1996                | Caffè Danesi Nettuno      | Cariparma Angels Parma        | I.V.A.S. Rimini Juventus Torino            |
| Serie A1 1997                | CUS Cariparma Parma       | Caffè Danesi Nettuno          | G.B. Ricambi Modena Caserta                |
| Serie A1 1998                | Caffè Danesi Nettuno      | Semenzato Rimini              | La Gardenia Grosseto CUS Cariparma Parma   |
| Serie A1 1999                | Semenzato Rimini          | Caffè Danesi Nettuno          | Papalini Grosseto Cariparma Parma          |
| Serie A1 2000                | Semenzato Rimini          | Caffè Danesi Nettuno          | Papalini Grosseto Cantine Ceci Parma       |
| Serie A1 2001                | Caffè Danesi Nettuno      | Semenzato Rimini              | My Space Grosseto Italeri Bologna          |
| Serie A1 2002                | Semenzato Rimini          | Caffè Danesi Nettuno          | La Gardenia Grosseto Italeri Bologna       |
| Serie A1 2003                | Italeri Bologna           | GB Ricambi Modena             | La Gardenia Grosseto Telemarket Rimini     |
| Serie A1 2004                | Prink Grosseto            | Italeri Bologna               | Caffè Danesi Nettuno Ceci & Negri Parma    |
| Serie A1 2005                | Italeri Bologna           | T&A San Marino                | Caffè Danesi Nettuno Telemarket Rimini     |
| Serie A1 2006                | Telemarket Rimini         | Colonie Maremma Grosseto      | Caffè Danesi Nettuno Italeri Bologna       |
| Italian Baseball League 2007 | Montepaschi Grosseto      | Caffè Danesi Nettuno          | Cariparma Parma Italeri Bologna            |
| Italian Baseball League 2008 | T&A San Marino            | Caffè Danesi Nettuno          | Italeri Bologna Montepaschi Grosseto       |
| Italian Baseball League 2009 | UGF Banca Bologna         | T&A San Marino                | Telemarket Rimini Cariparma Parma          |
| Italian Baseball League 2010 | Cariparma Parma           | UGF Banca Bologna             | T&A San Marino Telemarket Rimini           |
| Italian Baseball League 2011 | T&A San Marino            | Caffè Danesi Nettuno          | Unipol Bologna Cariparma Parma             |
| Italian Baseball League 2012 | T&A San Marino            | Rimini Baseball               | Caffè Danesi Nettuno UGF Banca Bologna     |
| Italian Baseball League 2013 | T&A San Marino            | Rimini Baseball               | Caffè Danesi Nettuno UGF Banca Bologna     |
| Italian Baseball League 2014 | UnipolSai Bologna         | Rimini Baseball               | T&A San Marino Lino's Coffee Parma         |
| Italian Baseball League 2015 | Rimini Baseball           | UnipolSai Bologna             | T&A San Marino Tommasin Padova             |
| Italian Baseball League 2016 | UnipolSai Bologna         | Rimini Baseball               | Nettuno Baseball City T&A San Marino       |
| Italian Baseball League 2017 | Rimini Baseball           | T&A San Marino                | UnipolSai Bologna Angel Service Nettuno    |
| Serie A1 2018                | UnipolSai Bologna         | ParmaClima                    | Rimini Baseball Città di Nettuno           |
| Serie A1 2019                | UnipolSai Bologna         | T&A San Marino                | Sipro Nettuno Baseball City ParmaClima     |
| Serie A1 2020                | UnipolSai Bologna         | T&A San Marino                |                                            |
| Serie A 2021                 | San Marino Baseball       | UnipolSai Bologna             |                                            |
| Serie A 2022                 | San Marino Baseball       | ParmaClima                    | UnipolSai Bologna BBC Grosseto             |
| Serie A 2023                 | UnipolSai Bologna         | San Marino Baseball           | ParmaClima BIG MAT Grosseto 1952           |
| Serie A 2024                 | ParmaClima                | San Marino Baseball           | Hotsand Macerata Angels UnipolSai Bologna  |
| Serie A 2025                 |                           |                               |                                            |

## Statistiche

### Titoli vinti per città
| Città      | Squadre                              | Titoli | Finali perse |
| ---------- | ------------------------------------ | ------ | ------------ |
| Nettuno    | Nettuno 1945                         | 17     | 10           |
| Bologna    | Fortitudo Bologna (14), Libertas (1) | 15     | 5            |
| Rimini     | Rimini                               | 13     | 10           |
| Parma      | 1949 Parma                           | 11     | 3            |
| Milano     | Milano                               | 8      | 0            |
| San Marino | San Marino                           | 6      | 7            |
| Grosseto   | Grosseto                             | 4      | 2            |
| Roma       | Roma (2), Lazio (2)                  | 4      | 0            |
| Firenze    | Fiorentina                           | 1      | 0            |

### Titoli vinti per regione
| Regione        | Squadre                                                            | Titoli |
| -------------- | ------------------------------------------------------------------ | ------ |
| Emilia-Romagna | Fortitudo Bologna (14), Rimini (13), 1949 Parma (11), Libertas (1) | 39     |
| Lazio          | Nettuno 1945 (17), Roma (2), Lazio (2)                             | 21     |
| Lombardia      | Milano (8)                                                         | 8      |
| San Marino     | San Marino (6)                                                     | 6      |
| Toscana        | Grosseto (4), Fiorentina (1)                                       | 5      |